# Dicanício
Dicanício (em grego: δικανίκιον) foi um cajado de ofício comum na corte do Império Bizantino. No período tardio bizantino, foi utilizado pela maioria das dignidades cortesãs, clérigos – incluindo o patriarca – e o imperador. Sua cor variou dependendo da posição de cada ofício e aquele utilizado pelo imperador era de madeira coberta com ouro.